# Chapelle Radić à Subotica
La chapelle Radić à Subotica (en serbe cyrillique : Капела Радић у Суботици ; en serbe latin : Kapela Radić u Subotici) est une chapelle orthodoxe située à Subotica et dans le district de Bačka septentrionale, en Serbie. Elle est inscrite sur la liste des monuments culturels protégés de la République de Serbie (identifiant no SK 1812).

## Présentation
La chapelle de la famille Radić, dédiée au Saint Esprit, se trouve dans la partie ouest du Cimetière orthodoxe de Subotica. Elle a été construite en 1868 sur des plans de Titus Mačković dans un style néo-classique.
Dédiée au Saint-Esprit, la chapelle est dotée à l'intérieur d'un narthex carré, d'une nef elle aussi carrée prolongée par une abside demi-circulaire ; le narthex et la nef sont séparés par deux colonnes et, de chaque côté, par un pilastre au chapiteau légèrement profilé. Au sud se trouve une plaque en marbre fournissant des indications sur la fondation du lieu.
La simplicité de l'édifice se retrouve aussi à l'extérieur quasiment dépourvu de décoration. Le portail d'entrée, doté d'un auvent, est surmonté d'un oculus et encadré par des fenêtres allongées et arquées ; le tout est dominé par une tour rectangulaire avec une ouverture vitrée et deux arcades aveugles qui donnent l'impression d'une fenêtre tripartite.
Les membres de la famille Radić sont enterrés dans la crypte.